# Cyrtodactylus ingeri
Cyrtodactylus ingeri är en ödleart som beskrevs av  Tsutomu Hikida 1990. Cyrtodactylus ingeri ingår i släktet Cyrtodactylus och familjen geckoödlor. Inga underarter finns listade i Catalogue of Life.